# أعين بن أعين
أعين بن أعين المصري الطبيب (تُوفي في ذي القعدة 385 هـ المُوافق ديسمبر 995 ميلاديًا) ويُعرف اختصارًا ابن أعين، كان كحالًا (طبيب عيونٍ) معروفًا في مصر أيام العزيز بالله الفاطمي. حيث كان قد انتقل من القيروان إلى مصر مع المعز لدين الله. له «كناش في الطب»،(1) وكتاب «في أمراض العين ومداواتها».
وُصف في كتاب «عيون الأنباء في طبقات الأطباء» بأنهُ «كان طبيباً متميزاً، له ذكر جميل وحسن معالجة»، كما وُصف في «تراجم المؤلفين التونسيين» بأنه «كان ماهراً في معالجة الرمد المزمن، وشفي على يديه خلق كثير من المصابين به مثل الشريف أحمد بن عوانة، وشيخ المالكية عبد الله بن أبي زيد».

## هوامش
- «1»: الكُنَّاشَ هو لفظٌ سريانيٌ معرب معناه المجموعة أو التذكرة، وكان قد وقع هذا اللفظ كثيرًا في كلام الحكماء وسموا به بعض كتبهم.[5]